# Marija Mauer
Marija Mauer (* Januar 1991 in Moskau) ist eine deutsche Schauspielerin und Synchronsprecherin.

## Leben
Marija Mauer, die zweisprachig mit Russisch und Deutsch aufwuchs, machte ihre ersten Schauspielerfahrungen während ihrer Schulzeit bei Theateraufführungen an der „Rosa-Luxemburg-Oberschule“ in Berlin-Pankow. Ab 2012 nahm sie Schauspielunterricht, besuchte Schauspielcoachings bei Teresa Harder und Lena Lessing und absolvierte 2017 eine viermonatige Schauspielausbildung bei der Berliner Schauspielagentur „Die Tankstelle“.
Seit ihrem 14. Lebensjahr steht Mauer regelmäßig vor der Kamera. Sie wirkte in mehreren Kurzfilmen und Hochschulfilmen, u. a. unter der Regie ihrer Schauspielkollegen Tim Oliver Schultz und Maria Dragus in Kinofilmen und verschiedenen Fernsehproduktionen mit. 2011 spielte sie in dem Musikvideo Monsters zu dem Song Naked Girls der schwedischen Folk-Pop-Band Monde Yeux.
In dem Fernsehfilm Alles Bestens (Erstausstrahlung: Dezember 2012) war sie Julia Meister, die Filmtochter von Ann-Kathrin Kramer und Stephan Kampwirth, die sich hässlich findet und die Schule schwänzt. In dem Fernsehfilm Mona kriegt ein Baby (Erstausstrahlung: April 2014) verkörperte sie Hannah Tornow, die beste Freundin der 14-jährigen schwangeren Hauptfigur (Stephanie Amarell).
Sie hatte außerdem Episodenrollen u. a. in den Fernsehserien SOKO Leipzig (2011), SOKO Stuttgart (2011, als Merle Otto, die beste Freundin des weiblichen Mordopfers, an der Seite von Tim Oliver Schultz), Kommissar Stolberg (2012), Flemming (2012, als Janine Schweikert, deren ältere Schwester sich das Leben nehmen will), Alles Klara (2013, als Monique Wollenweber, ein junges Mädchen und Mitglied einer Gothic-Clique, das sich Sorgen um ihren verschwundenen Freund macht) und Notruf Hafenkante (2015, als 16-jährige Sophie Seifart, die nach einem Streit mit ihrer Mutter spurlos verschwunden ist).
Ab Januar 2018 stand Marija Mauer für die 15. Staffel der ARD-Fernsehserie Rote Rosen vor der Kamera. Sie spielte die aus Georgien stammende junge Eteri Burdulli, die als Au-pair-Mädchen nach Lüneburg kommt und dem Koch-Azubi Moritz Röder (Felix Jordan) gewaltig den Kopf verdreht. Von Folge 2626 (April 2018) bis Folge 2775 (November 2018) war Mauer, die zum Hauptcast der Staffel gehörte, auf Das Erste zu sehen.
Im April 2018 war Mauer in der ZDF-Serie Letzte Spur Berlin in einer Episodenhauptrolle zu sehen; sie verkörperte die 16-jährige Musterschülerin und begabte Pianistin Saskia, die an den Wochenenden ein Doppelleben führt.
Mauer ist auch regelmäßig als Sprecherin für Hörspiele, Hörbücher, Radio-Features, Dokumentationen und gelegentlich auch in der Synchronisation tätig. Sie wurde mehrfach für Produktionen von Deutschlandradio Kultur verpflichtet. 2015 und 2016 waren die Hörspiele Supertrumpf und Wenn Pinguine fliegen, in denen Mauer jeweils Hauptrollen übernahm, für den Deutschen Kinderhörspielpreis nominiert.
Mauer lebt in Berlin.

## Filmografie (Auswahl)
- 2008: Der erste Tag (Kurzfilm)
- 2011: SOKO Leipzig: Der Katzenkiller von Wandsbek (Fernsehserie, eine Folge)
- 2011: SOKO Stuttgart: Der Club der Hexen (Fernsehserie, eine Folge)
- 2011: Warzenputtel (Kurzfilm)
- 2011: Kommissar Stolberg: Klassenkampf (Fernsehserie, eine Folge)
- 2012: Flemming: Der Sinn des Lebens (Fernsehserie, eine Folge)
- 2012: Alles Bestens (Fernsehfilm)
- 2013: Alles Klara: Das Opfer vom Regenstein (Fernsehserie, eine Folge)
- 2014: Mona kriegt ein Baby (Fernsehfilm)
- 2015: Notruf Hafenkante: Alexas Puzzle (Fernsehserie, eine Folge)
- 2018: Rote Rosen (Fernsehserie, Serienhauptrolle)
- 2018: Letzte Spur Berlin: Verspielt (Fernsehserie, eine Folge)
- 2018: Krieg der Träume (Doku-Serie)
- 2020: Über die Grenze – Racheengel (Fernsehreihe)
- 2024: Das Traumschiff – Phuket (Fernsehreihe)

## Synchronrollen (Auswahl)
- 2019: The Last Wave (Fernsehserie) für Alice Varela als Margot
- 2019–2020: Team Kaylie (Fernsehserie) für Eliza Pryor als Valeriea
- 2019–2024: The Umbrella Academy (Fernsehserie) für T.J. MacGibbon als junge Vanya
- 2020: Hubie Halloween für Ella Olivia Stiller als Lexie
- 2020: Clannad für Satomi Koorogi als Ushio Okazaki